# كلايتون دي سوزا موريرا
كلايتون دي سوزا موريرا (بالفرنسية: Clayton De Sousa)‏ هو لاعب كرة قدم لوكسمبورغي، ولد في 24 فبراير 1988 في برايا في الرأس الأخضر. شارك مع منتخب لوكسمبورغ لكرة القدم. أما مع النوادي، فقد لعب مع إف91 دوديلانج وجونيس إيتش.

## مسيرته الكروية
لعب كلايتون دي سوزا موريرا خلال مسيرته الاحترافية مع ناديين في ستة عشر موسمًا وسجل خلالها 10 أهداف ضمن 281 مباراة. حيث فاز في ثلاثة مواسم بالكأس وفي خمسة مواسم بالدوري.
خاض كلايتون دي سوزا موريرا مسيرته مع نادي جونيس إيتش في موسم 2004–05 في المرة الأولى ليلعب معه عشرة مواسم ثم في موسم 2019–20 لمدة موسم واحد، مشاركًا طوالها في 200 مباراة سجل خلالها 7 أهداف. ثم انتقل إلى نادي إف91 دوديلانج في موسم 2014–15 ليلعب معه خمسة مواسم، حيث شارك في 81 مباراة سجل خلالها 3 أهداف.

## وصلات خارجية
- كلايتون دي سوزا موريرا على موقع الاتحاد الدولي (مؤرشف)  (الإنجليزية)
- كلايتون دي سوزا موريرا على موقع قاعدة بيانات كرة القدم.إي يو (الإنجليزية)
- كلايتون دي سوزا موريرا على موقع ناشيونال فوتبول تيمز (الإنجليزية)
- كلايتون دي سوزا موريرا على موقع Soccerway.com (الإنجليزية)
- كلايتون دي سوزا موريرا على موقع عالم كرة القدم.نت (الإنجليزية)